# Blakstad
Blakstad är den enda tätorten i Frolands kommun i Agder fylke i södra Norge. Orten ligger vid fylkesväg 42 och har en station på Arendalsbanan. Den utgör kommunens centralort.